# Xenochrophis
Xenochrophis – rodzaj węży z podrodziny zaskrońcowatych (Natricinae) w rodzinie połozowatych (Colubridae).

## Zasięg występowania
Rodzaj obejmuje gatunki występujące w Azji (Afganistan, Chiny, Pakistan, Indie, Sri Lanka, Nepal, Bhutan, Bangladesz, Mjanma, Laos, Wietnam, Kambodża, Tajlandia, Malezja, Singapur, Brunei i Indonezja). 

## Systematyka

### Etymologia
- Xenochrophis: gr. ξενος xenos „dziwny”[7]; χροα khroa, χροας khroas „barwa, kolor”[8]; οφις ophis, οφεως opheōs „wąż”[9].
- Fowlea: „Schwytany przez E. Fowle’a, Esq., który jest jednym z niewielu, którzy liberalnie pomogli mi w badaniu naszych indyjskich gadów”[3]. Gatunek typowy: Fowlea peguensis Theobald, 1868 (= Tropidonotus punctulatus Günther, 1858).
- Ceratophallus: gr. κερας keras, κερατος keratos „róg”[10]; φαλλος phallos „penis”[11]. Gatunek typowy: Coluber vittatus Linnaeus, 1758.

### Podział systematyczny
Do rodzaju należą następujące gatunki:
- Xenochrophis bellulus (Stoliczka, 1871)
- Xenochrophis cerasogaster (Cantor, 1839)
- Xenochrophis maculatus (Edeling, 1864)
- Xenochrophis trianguligerus (F. Boie, 1827)
- Xenochrophis vittatus (Linnaeus, 1758)